# Вичерчак, Александр
Александр Вичерчак (нем. Alexander Wieczerzak, р.22 марта 1991) — немецкий дзюдоист, чемпион мира.

## Биография
Родился в 1991 году во Франкфурте-на-Майне. В 2015 году стал бронзовым призёром Европейских игр (которые одновременно считались чемпионатом Европы). В 2017 году стал чемпионом мира. На чемпионате мира 2018 года завоевал бронзовую медаль.